# شبکه سلامت
شبکه سلامت  یکی از شبکه‌های تلویزیونی دولتی کشور ایران است که به عنوان نوزدهمین شبکه سازمان صدا و سیمای جمهوری اسلامی ایران به‌صورت دیجیتالی از پنجم مهر ۱۳۹۱ با دو ساعت برنامه در روز به صورت آزمایشی آغاز به کار کرد ولی اکنون پخش ۲۴ ساعته دارد. این شبکه با محوریت اصلی پزشکی و سلامت جامعه و خانواده و بهداشت فردی به صورت تخصصی، از روز ۱۳۹۱/۱۲/۱۲ فعالیت رسمی خود را همزمان با شبکه تماشا آغاز کرد.
شبکه سلامت از روز شنبه ۵ مهر ۹۱ از طریق فرستنده سوم TS3 بر روی کانال ۳۴ برابر با فرکانس ۵۷۸ مگاهرتز در تهران و جنوب تهران و برخی از مناطق قم به‌طور آزمایشی و در چهارشنبه ۲۵ بهمن ۹۱ در فرستنده‌های دیجیتال سراسر کشور قابل دریافت شد.

## مدیریت
مدیر این شبکه دکتر محمدمهدی قاسمی، رئیس شورای سیاست‌گذاری سلامت سازمان صدا و سیما است.